# Vladimir Djačok
Vladimir Viktorovič Djačok (in russo Владимир Викторович Дячок?; Togliatti, 22 settembre 1980) è un ex cestista russo.

## Carriera
Con la Russia universitaria ha disputato le Universiadi di Taegu 2003.

## Palmarès
- Campionato russo: 1

CSKA Mosca: 2005-06
- Coppa di Russia: 3

CSKA Mosca: 2005-06
Chimki: 2007-08
Spartak San Pietroburgo: 2010-11
- Eurolega: 1

CSKA Mosca: 2005-06